# Alexander Sims
Alexander Sims (Londra, 15 marzo 1988) è un pilota automobilistico britannico, ha vinto il Campionato IMSA WeatherTech SportsCar e la 12 Ore di Sebring nel 2023 con la Cadillac.

## Carriera

### Kart
Nato a Londra, Sims inizia la sua carriera sui Kart nel 1998 dove corre fino al 2005. In questi anni vince il campionato Super 1 National Comer Cadet nel 2000 e il campionato Super 1 National JICA nel 2002.

### Formule minori
Debutta nelle monoposto nel 2006 nella Formula Renault UK Winter Cup in cui si classifica nono in classifica generale. Nelle due stagioni successive compete nella Formula Renault UK classificandosi secondo nel 2008.
Nelle stagioni 2009 e 2010 gareggia in F3 Euro Series e termina al quarto posto in entrambe le stagioni. Nella prima con il team Mücke Motorsport e nella seconda con il team ART Grand Prix.

### GP3 Series
Nella stagione 2011 Sims debutta in GP3 con il team Status Grand Prix. Dopo un'ottima prima parte di stagione, in cui ottiene una vittoria e diversi piazzamenti a podio, non raccoglie punti nelle ultime 6 gare e termina sesto in campionato. Torna in GP3 nel 2013 per disputare 2 gare con lo stesso team e 6 con il team Carlin.

### Turismo
Dalla stagione 2013 partecipa alla Blancpain GT Series, ottendendo un quarto posto nel campionato Blancpain GT Series Endurance Cup 2016 quale miglior risultato. Nel 2017 e 2018 partecipa al campionato Wheatertech Sportscar con la BMW, e ottiene un secondo posto nel 2017, con tre vittorie all'attivo.

### Formula E

#### BMW i Andretti Motorsport (2018-2020)
Debutta in Formula E nella stagione campionato 2018-2019, con il team BMW i Andretti Motorsport. Nella prima stagione conquista 57 punti e un secondo posto nel E-Prix di New York che lo portano tredicesimo in classifica piloti. La stagione successiva viene confermato dal team insieme a Maximilian Günther. Nella seconda gara stagionale a Dirʿiyya conquista la pole position e poi anche la sua prima vittoria in carriera davanti a Lucas Di Grassi e Stoffel Vandoorne. Nel resto della stagione conquista altri tre piazzamenti in top 10 e chiude la stagione con 63 punti al decimo posto.

#### Mahindra (2021-2022)
Nel 2021 lascia il team BMW i Andretti Motorsport per passare al team indiano Mahindra Racing. La stagione risulta deludente, conquista un solo podio nel E-Prix di Roma, chiude diciannovesimo in classifica con 54 punti.
Il sette settembre del 2021 Sims viene confermato per la stagione 2021-2022 dal team Mahindra Racing. Durante la stagione chiude a punti soltanto in due occasioni, nella prima gara del E-Prix di Berlino dove chiude nono e nella seconda gara del E-Prix di New York dove ottiene la sua miglior prestazione stagionale chiudendo quarto. Sims chiude 17º con 14 punti in classifica. A fine stagione con una lettera sui social saluta la Formula E.

### Endurance
Nel 2022 Sims prende parte alla 24 Ore di Le Mans  nella categoria LMGTE Pro con la Corvette Racing. Lasciata la Formula E nel 2023 diventa pilota ufficiale della Cadillac, correndo in coppia con Pipo Derani nel Campionato IMSA WeatherTech SportsCar. Il duo guideranno la nuova Cadillac V-LMDh del team Action Express Racing. La prima vittoria stagionale arriva 12 Ore di Sebring. Sims vince Campionato IMSA.

## Risultati

### Riassunto della carriera
| Stagione | Campionato                          | Squadra                        | Gare | Vittorie | Pole | GPV | Podi | Punti | Pos   |
| -------- | ----------------------------------- | ------------------------------ | ---- | -------- | ---- | --- | ---- | ----- | ----- |
| 2006     | Formula Renault UK Winter Cup       | Manor Motorsport               | 4    | 0        | 0    | 1   | 1    | 52    | 9º    |
| 2007     | Formula Renault UK                  | Manor Motorsport               | 20   | 1        | 0    | 1   | 3    | 272   | 8º    |
| 2007     | Formula Renault 2.0 NEC             | Manor Motorsport               | 2    | 0        | 0    | 0   | 0    | 16    | 37º   |
| 2007     | Formula Renault UK Winter Cup       | Manor Motorsport               | 4    | 0        | 0    | 0   | 0    | 20    | 19º   |
| 2007     | Formula Renault 2.0 francese        | Manor Motorsport               | 5    | 0        | 1    | 0   | 0    | 19    | 15º   |
| 2007     | Formula Renault 2.0 francese        | Pole Services                  | 4    | 0        | 0    | 0   | 0    | 19    | 15º   |
| 2008     | Formula Renault UK                  | Manor Motorsport               | 20   | 2        | 1    | 3   | 12   | 449   | 2º    |
| 2008     | Formula Renault 2.0 WEC             | Manor Motorsport               | 2    | 0        | 0    | 0   | 0    | 0     | N.C.  |
| 2008     | Eurocup Formula Renault 2.0         | SG Formula                     | 2    | 0        | 0    | 0   | 0    | 7     | 19º   |
| 2008     | Formula BMW Pacific                 | Team Meritus                   | 1    | 0        | 0    | 1   | 0    | 0     | N.C.† |
| 2009     | F3 Euro Series                      | Mücke Motorsport               | 20   | 1        | 1    | 2   | 5    | 54    | 4º    |
| 2009     | Masters di Formula 3                | Mücke Motorsport               | 1    | 0        | 0    | 0   | 0    | N.A.  | 5º    |
| 2009     | International Formula Master        | T.S.P.                         | 4    | 0        | 0    | 0   | 0    | 0     | N.C.† |
| 2009     | Gran Premio di Macao                | City of Dreams/Double R Racing | 1    | 0        | 0    | 0   | 0    | N.A.  | 18º   |
| 2010     | F3 Euro Series                      | ART Grand Prix                 | 18   | 1        | 0    | 0   | 5    | 63    | 4º    |
| 2010     | F3 britannica                       | ART Grand Prix                 | 6    | 1        | 0    | 1   | 2    | N.A.  | N.C.† |
| 2010     | Masters di Formula 3                | ART Grand Prix                 | 1    | 0        | 1    | 0   | 1    | N.A.  | 2º    |
| 2010     | Auto GP                             | Charouz-Gravity Racing         | 4    | 0        | 0    | 0   | 0    | 0     | 25º   |
| 2010     | Gran Premio di Macao                | Double R Racing                | 1    | 0        | 0    | 0   | 0    | N.A.  | N.C.  |
| 2011     | GP3 Series                          | Status Grand Prix              | 16   | 1        | 0    | 2   | 5    | 34    | 6º    |
| 2011     | F3 britannica                       | Motopark                       | 3    | 1        | 0    | 0   | 1    | 17    | 18º   |
| 2011     | Gran Premio di Macao                | TOM'S                          | 1    | 0        | 0    | 0   | 0    | N.A.  | 18º   |
| 2012     | European Le Mans Series             | Status Grand Prix              | 2    | 0        | 0    | 0   | 1    | 15    | 10º   |
| 2012     | 24 Ore di Le Mans                   | Status Grand Prix              | 1    | 0        | 0    | 0   | 0    | N.A.  | N.C.  |
| 2012     | F3 Euro Series                      | ThreeBond with T-Sport         | 3    | 1        | 0    | 2   | 1    | N.A.  | N.C.† |
| 2012     | F3 europea                          | ThreeBond with T-Sport         | 2    | 0        | 0    | 0   | 0    | N.A.  | N.C.† |
| 2012     | Gran Premio di Macao                | ThreeBond with T-Sport         | 1    | 0        | 0    | 0   | 0    | N.A.  | 15º   |
| 2013     | F3 europea                          | ThreeBond with T-Sport         | 12   | 0        | 0    | 1   | 5    | 112   | 10º   |
| 2013     | Gran Premio di Macao                | ThreeBond with T-Sport         | 1    | 0        | 0    | 0   | 0    | N.A.  | 4º    |
| 2013     | GP3 Series                          | Status Grand Prix              | 2    | 0        | 0    | 0   | 1    | 77    | 8º    |
| 2013     | GP3 Series                          | Carlin                         | 6    | 1        | 0    | 1   | 2    | 77    | 8º    |
| 2013     | Blancpain Endurance Series          | Hexis Racing                   | 5    | 0        | 0    | 0   | 1    | 24    | 15º   |
| 2013     | FIA GT Series                       | Boutsen Ginion Racing          | 1    | 0        | 0    | 0   | 0    | 0     | N.C.† |
| 2014     | British GT Championship             | Ecurie Ecosse                  | 8    | 2        | 3    | 4   | 4    | 129,5 | 3º    |
| 2014     | Blancpain Endurance Series          | Triple Eight Racing            | 1    | 0        | 0    | 0   | 0    | 9     | 22º   |
| 2014     | Blancpain Endurance Series - Pro-Am | Ecurie Ecosse                  | 1    | 0        | 0    | 0   | 1    | 0     | N.C.† |
| 2015     | British GT Championship             | Ecurie Ecosse                  | 9    | 2        | 2    | 0   | 4    | 143,5 | 2º    |
| 2015     | Blancpain Endurance Series - Pro-Am | Ecurie Ecosse                  | 1    | 0        | 0    | 0   | 0    | 22    | 16º   |
| 2015     | F3 europea                          | Hitech Grand Prix              | 6    | 0        | 0    | 1   | 0    | 0     | N.C.† |
| 2015     | Gran Premio di Macao                | Double R Racing                | 1    | 0        | 0    | 0   | 1    | N.A.  | 3º    |
| 2016     | Blancpain GT Series Sprint Cup      | Rowe Racing                    | 10   | 0        | 0    | 0   | 2    | 23    | 11º   |
| 2016     | Blancpain GT Series Endurance Cup   | Rowe Racing                    | 5    | 1        | 0    | 0   | 1    | 56    | 4º    |
| 2016     | British GT Championship             | Barwell Motorsport             | 5    | 0        | 0    | 1   | 0    | 23    | 14º   |
| 2016     | F3 europea                          | Hitech Grand Prix              | 3    | 0        | 0    | 0   | 0    | 0     | N.C.† |
| 2016     | Gran Premio di Macao                | Double R Racing                | 1    | 0        | 0    | 0   | 0    | N.A.  | 10º   |
| 2017     | WeatherTech SportsCar Championship  | BMW Team RLL                   | 11   | 3        | 0    | 2   | 4    | 317   | 2º    |
| 2017     | Blancpain GT Series Endurance Cup   | Rowe Racing                    | 4    | 0        | 0    | 0   | 0    | 6     | 27º   |
| 2017     | Intercontinental GT Challenge       | BMW                            | 1    | 0        | 0    | 0   | 0    | 0     | N.C.  |
| 2018     | WeatherTech SportsCar Championship  | BMW Team RLL                   | 11   | 2        | 1    | 0   | 4    | 304   | 6º    |
| 2018     | Blancpain GT Series Endurance Cup   | Rowe Racing                    | 3    | 0        | 0    | 0   | 1    | 29    | 15º   |
| 2018     | 24 Ore di Le Mans                   | BMW Team MTEK                  | 1    | 0        | 0    | 0   | 0    | N.A.  | Rit   |
| 2018–19  | Formula E                           | BMW i Andretti Motorsport      | 13   | 0        | 1    | 0   | 1    | 57    | 13º   |
| 2019-20  | Formula E                           | BMW i Andretti Motorsport      | 11   | 1        | 2    | 1   | 1    | 49    | 13º   |
| 2020-21  | Formula E                           | Mahindra Racing                | 15   | 0        | 0    | 0   | 1    | 54    | 19º   |
| 2021-22  | Formula E                           | Mahindra Racing                | 5    | 0        | 0    | 0   | 0    | 0     | -     |
| 2022     | 24 Ore di Le Mans                   | Corvette Racing                | 1    | 0        | 0    | 0   | 0    | N.A.  | Rit   |

† In quanto pilota ospite, non ha avuto diritto a prendere punti.

### Risultati in GP3
(legenda) (Le gare in grassetto indicano la pole position) (Le gare in corsivo indicano il giro veloce)
| Stagione | Team              | 1         | 2         | 3           | 4           | 5         | 6         | 7         | 8         | 9          | 10        | 11         | 12        | 13          | 14          | 15          | 16          | Pos | Punti |
| -------- | ----------------- | --------- | --------- | ----------- | ----------- | --------- | --------- | --------- | --------- | ---------- | --------- | ---------- | --------- | ----------- | ----------- | ----------- | ----------- | --- | ----- |
| 2011     | Status Grand Prix | IST FEA 8 | IST SPR 1 | CAT FEA Rit | CAT SPR Rit | VAL FEA 6 | VAL SPR 2 | SIL FEA 2 | SIL SPR 3 | NÜR FEA 12 | NÜR SPR 2 | HUN FEA SQ | HUN SPR 9 | SPA FEA Rit | SPA SPR Rit | MNZ FEA 21† | MNZ SPR Rit | 6º  | 34    |
| 2013     | Status Grand Prix | CAT FEA   | CAT SPR   | VAL FEA     | VAL SPR     | SIL FEA   | SIL SPR   | NÜR FEA 8 | NÜR SPR 2 | HUN FEA    | HUN SPR   |            |           |             |             |             |             | 8º  | 77    |
| 2013     | Carlin            |           |           |             |             |           |           |           |           |            |           | SPA FEA 5  | SPA SPR 1 | MNZ FEA 5   | MNZ SPR 6   | YMC FEA 2   | YMC SPR 7   | 8º  | 77    |

### Risultati 24 Ore di Le Mans
| Anno | Team              | Co-pilota                             | Vettura                 | Classe  | Giri | Pos. | Class Pos. |
| ---- | ----------------- | ------------------------------------- | ----------------------- | ------- | ---- | ---- | ---------- |
| 2012 | Status Grand Prix | Yelmer Buurman Romain Iannetta        | Lola B12/80-Judd        | LMP2    | 239  | DNF  | DNF        |
| 2018 | BMW Team MTEK     | António Félix da Costa Augusto Farfus | BMW M8 GTE              | GTE Pro | 223  | DNF  | DNF        |
| 2021 | Corvette Racing   | Tommy Milner Nick Tandy               | Chevrolet Corvette C8.R | GTE Pro | 313  | 44°  | 6°         |
| 2022 | Corvette Racing   | Tommy Milner Nick Tandy               | Chevrolet Corvette C8.R | GTE Pro | 260  | DNF  | DNF        |

### Risultati IMSA
| Anno    | Team                  | Classe | Vetture                 | 1     | 2     | 3     | 4     | 5     | 6     | 7     | 8     | 9     | 10    | 11    | Punti | Pos. |
| ------- | --------------------- | ------ | ----------------------- | ----- | ----- | ----- | ----- | ----- | ----- | ----- | ----- | ----- | ----- | ----- | ----- | ---- |
| 2017    | BMW Team RLL          | GTLM   | BMW M6 GTLM             | DAY 8 | SEB 6 | LBH 4 | COA 2 | WGL 1 | MOS 1 | LIM 6 | ELK 6 | VIR 4 | LGA 8 | PET 1 | 317   | 2°   |
| 2018    | BMW Team RLL          | GTLM   | BMW M8 GTE              | DAY 9 | SEB 2 | LBH 8 | MDO 2 | WGL 7 | MOS 7 | LIM 7 | ELK 6 | VIR 1 | LGA 1 | PET 4 | 304   | 6°   |
| 2021    | Corvette Racing       | GTLM   | Chevrolet Corvette C8.R | DAY 2 | SEB 5 | DET   | WGL   | WGL   | LIM   | ELK   | LGA   | LBH   | VIR   | PET 4 | 953   | 10°  |
| 2023    | Action Express Racing | GTD    | Cadillac V-LMDh         | DAY 5 | SEB 1 | LBH 5 | LGA 3 | WGL 2 | MOS 7 | ROA 6 | IMS 4 | PET 6 |       |       | 2733  | 1°   |
| Legenda |                       |        |                         |       |       |       |       |       |       |       |       |       |       |       |       |      |

*Stagione in corso.

### Risultati in Formula E
| Stagione | Squadra                   | Vettura                  | 1      | 2       | 3       | 4      | 5       | 6       | 7       | 8       | 9       | 10      | 11     | 12      | 13     | 14     | 15      | 16     | Punti | Pos |
| -------- | ------------------------- | ------------------------ | ------ | ------- | ------- | ------ | ------- | ------- | ------- | ------- | ------- | ------- | ------ | ------- | ------ | ------ | ------- | ------ | ----- | --- |
| 2018-19  | BMW i Andretti Motorsport | Spark-BMW iFE.18         | DIR 18 | MAR 4   | SAN 7   | MEX 14 | HKG Rit | SAY Rit | ROM 17  | PAR Rit | MON 13  | BER 7   | BRN 11 | NYC 4   | NYC 2  |        |         |        | 57    | 13º |
| 2019-20  | BMW i Andretti Motorsport | Spark-BMW iFE.20         | DIR 8  | DIR 1   | SAN Rit | MEX 5  | MAR NC  | BER 9   | BER 19  | BER 10  | BER 13  | BER 11  | BER 13 |         |        |        |         |        | 63    | 10° |
| 2020-21  | Mahindra Racing           | Spark-Mahindra M7ELECTRO | DIR 7  | DIR 15  | ROM Rit | ROM 2  | VAL SQ  | VAL 23  | MON Rit | PUE 4   | PUE Rit | NYC Rit | NYC 6  | LON Rit | LON 16 | BER 17 | BER 5   |        | 54    | 19° |
| 2021-22  | Mahindra Racing           | Spark-Mahindra M7ELECTRO | DIR 14 | DIR Rit | MEX Rit | ROM 12 | ROM Rit | MON 11  | BER 9   | BER 18  | GIA 15  | MAR 14  | NYC 14 | NYC 4   | LON 13 | LON 11 | SEO Rit | SEO 12 | 14    | 17° |

| Legenda | 1º posto                | 2º posto        | 3º posto            | A punti      | Senza punti | Grassetto=Pole position Corsivo=Giro più veloce |
| Legenda | Solo prove/Terzo pilota | Non qualificato | Ritirato/Non class. | Squalificato | Non partito | Grassetto=Pole position Corsivo=Giro più veloce |

- G: Pilota col giro più veloce nel gruppo di qualifica.
- *: Fanboost